# Gaz industriel

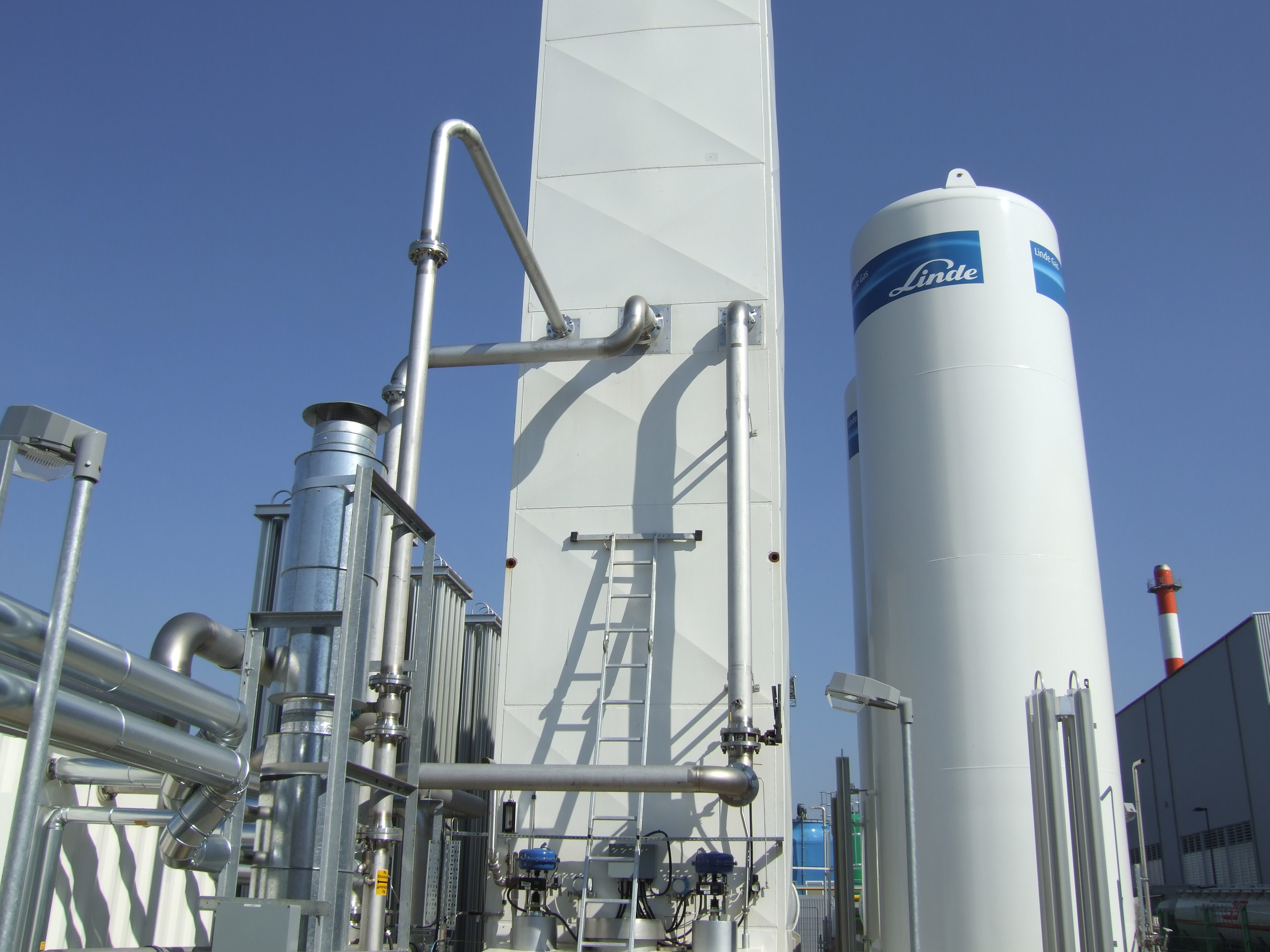
Colonne de distillation dans une installation cryogénique de séparation de l'air.

Les gaz industriels sont une variété de gaz manufacturés, transformés ou concentrés pour un usage industriel ou médical. Ces gaz peuvent être l'azote, l'oxygène, le dioxyde de carbone, l'argon, l'hydrogène, l'hélium ou l'acétylène. L'expression désigne ces gaz transformés ou l'ensemble du secteur industriel qui effectue ces transformations. Les grandes entreprises présentes dans ce secteur d'activité sont notamment Air liquide, Air Products, Linde et Praxair. Ce secteur est distinct de la pétrochimie.
Ils sont utilisés depuis très longtemps dans les domaines de l'agriculture, de l'industrie et de la santé.
Le dioxyde de carbone est également utilisé dans les boissons gazeuses depuis le XIXe siècle au stade artisanal et industriel. C'est d'ailleurs la découverte d'un procédé industriel de l'utilisation de ce gaz qui a permis l'essor spectaculaire des sodas au début du XXe siècle.
L'usage massif de gaz industriel s'est largement développé à la fin de la Seconde Guerre mondiale, essentiellement grâce à la découverte de nouveaux champs d'application de ces derniers. Désormais, le gaz industriel est utilisé dans les procédés de conservation d'aliments, le stockage de semences bovines, le conditionnement et la transformation des aliments.
Voici une liste non-exhaustive de ses applications aujourd'hui:
- Industrie : chimie, matériaux divers, soudage, coupage, combustion, traitement d'eau, froid cryogénique...
- Alimentaire : boissons gazeuses, etc.
- Pharmacie : principes actifs, etc.
- Énergie : moteur à oxygène liquide dans l'aérospatiale, gonflement de ballons, d'aérostats, etc.

## Données financières
| Années | 1er                    | 2e                     | 3e                     | 4e                      | 5e                           |
| ------ | ---------------------- | ---------------------- | ---------------------- | ----------------------- | ---------------------------- |
| 1995   | Air Liquide            | Linde                  | Praxair (3,146 $)      | Air Products            | Airgas                       |
| 1996   | Air Liquide            | Linde                  | Praxair (4,449 $)      | Air Products            | Airgas                       |
| 1997   | Air Liquide            | Linde                  | Praxair (4,735 $)      | Air Products            | Airgas                       |
| 1998   | Air Liquide            | Linde                  | Praxair (4,833 $)      | Air Products            | Airgas                       |
| 1999   | Air Liquide            | Linde                  | Praxair (4,639 $)      | Air Products            | Airgas                       |
| 2000   | Air Liquide            | Linde                  | Praxair (5,043 $)      | Air Products            | Airgas                       |
| 2001   | Air Liquide            | Linde (8,833 €)        | Praxair (5,158 $)      | Air Products            | Airgas                       |
| 2002   | Air Liquide            | Linde (8,726 €)        | Praxair (5,128 $)      | Air Products            | Airgas                       |
| 2003   | Air Liquide            | Linde                  | Praxair (5,613 $)      | Air Products            | Airgas                       |
| 2004   | Air Liquide (9,428 €)  | Linde                  | Praxair (6,594 $)      | Air Products            | Airgas                       |
| 2005   | Air Liquide (10,435 €) | Linde                  | Praxair (7,656 $)      | Air Products            | Airgas                       |
| 2006   | Air Liquide (10,949 €) | Linde                  | Air Products (8,753 $) | Praxair (8,324 $)       | Airgas                       |
| 2007   | Air Liquide (11,801 €) | Linde                  | Praxair (9,402 $)      | Air Products (9,148 $)  | Airgas                       |
| 2008   | Air Liquide (13,103 €) | Linde                  | Praxair (10,796 $)     | Air Products (10,415 $) | Airgas                       |
| 2009   | Air Liquide (11,976 €) | Linde                  | Praxair (8,956 $)      | Air Products (8,256 $)  | Airgas                       |
| 2010   | Air Liquide (13,488 €) | Linde (12,868 €)       | Praxair (10,116 $)     | Air Products (9,026 $)  | Airgas (3,875 $)             |
| 2011   | Air Liquide (14,457 €) | Linde (13,787 €)       | Praxair (11,252 $)     | Air Products (9,674 $)  | Airgas (4,251 $)             |
| 2012   | Air Liquide (15,326 €) | Linde                  | Praxair (11,224 $)     | Air Products (9,612 $)  | Airgas (4,746 $)             |
| 2013   | Air Liquide (15,225 €) | Linde                  | Praxair (11,925 $)     | Air Products (10,180 $) | Airgas (4,957 $)             |
| 2014   | Air Liquide (15,358 €) | Linde                  | Praxair (12,273 $)     | Air Products (10,439 $) | Airgas (5,072 $)             |
| 2015   | Air Liquide (15,819 €) | Praxair (10,776 $)     | Linde (10,710 $)       | Air Products (9,895 $)  | Airgas (5,304 $)             |
| 2016   | Air Liquide (18,135 €) | Praxair (10,534 $)     | Linde (10,469 $)       | Air Products (7,504 $)  | Messer (1,146 €)             |
| 2017   | Air Liquide (20,349 €) | Praxair (11,437 $)     | Linde (11,358 $)       | Air Products (8,188 $)  | Messer (1,232 €)             |
| 2018   | Air Liquide (21,011 €) | Praxair (14,900 $)     | Linde (14,836 $)       | Air Products (8,930 $)  | Messer (1,350 €)             |
| 2019   | Linde (28,228 $)       | Air Liquide (21,920 €) | Air Products (8,919 $) | Messer                  | Taiyo Nippon Sanso (0,740 ¥) |
| 2020   |                        |                        |                        |                         |                              |

Le 17 novembre 2015, Air liquide annonce l'acquisition d'Airgas pour un montant de 13,4 milliards de dollars. La finalisation de l’acquisition a été annoncée, le 23 mai 2016, par le groupe français de gaz industriels.
En décembre 2016, Linde et Praxair annoncent avoir l'intention de fusionner leur activité, au travers d'une opération, où les actionnaires de chaque entreprise auront 50 % de la nouvelle entité. Cette opération créerait une entreprise leader dans les gaz industriels avec un chiffre d'affaires de 30 milliards de dollars. Le siège social de la nouvelle entité est prévu pour être en Europe.
En mars 2019, les groupes allemand Linde et américain Praxair ont définitivement bouclé leur fusion donnant naissance à Linde Plc, le numéro un mondial du gaz industriel devant le français Air Liquide